# Schloen-Dratow
Schloen-Dratow é um município da Alemanha, situado no distrito de Mecklenburgische Seenplatte, no estado de Mecklemburgo-Pomerânia Ocidental. Tem 36,12 km² de área, e sua população em 2019 foi estimada em 865 habitantes.